# ممسنی (ایل)
ایل ممسنی از ایل‌های کهن قوم لر و از شعب لر بزرگ و جزو لرهای جنوبی است. مردمان این ایل در استان‌های کهگیلویه و بویراحمد ، فارس و بوشهر  ساکن می‌باشند. ایل ممسنی شامل طایفه‌های رستم ، بکش ، جاوید ، دشمن زیاری می‌باشد.طبق سرشماری از مناطق ممسنی نشین این ایل حدود ۵۰۰ هزار نفر جمعیت دارد.

## جغرافیا
استان فارس: در شهرستان‌های ممسنی، رستم، بیضا، مرودشت، سپیدان، کوه چنار و ...
استان کهگیلویه و بویراحمد: در نقاطی از استان
استان بوشهر: در شهرستان‌های گناوه، دیلم و...

## تاریخ
ممسنی از قوم لر هستند که در گذشته به دامداری و کوچ مشغول بوده و بنا به روایت‌های مختلف و دلایلی چند ازجمله همین کوچ رو و جنگجو بودن، به دنبال یافتن مرتع و جایگاهی درخورتر برای زندگی به منطقه شولستانات وارد شده، بومیان این منطقه را سرکوب کرده و خود بر این منطقه که امروزه به همین نام یعنی ممسنی خوانده می‌شود مسلط شدند. منطقه شولستانات (ممسنی امروز) در شمال غربی شیراز، و جنوب غربی استان فارس قرار دارد. و در هر دوره تاریخی قسمتی از آن جدا و ضمیمه شهرستان یا استان مجاور می‌شده است. که در سال‌های اخیر نیز طایفه رستم در قالب شهرستانی مستقل تحت عنوان شهرستان رستم، از طایفه ممسنی جدا شد. ممسنی‌ها دارای آداب و رسوم خاص و فرهنگی مشترک با سایر همزبانان خویش مثل بختیاری‌ها و حتّی فارس‌ها هستند، لرهای فارس-نشین ممسنی و رستم بسیاری از رسم‌ها و آیین سنتی خویش را حفظ و حتّی امروزه نیز در مراسم‌هایی مثل عروسی، عزاداری، عید نوروز و … آن‌ها را انجام می‌دهند. ممسنی‌ها شیعه مذهب ولی در آیین و شریعت دارای تسامح بسیار می‌باشند. زندگی روزمره را با دامپروری و کشاورزی و نیز امروزه با اشتغال در برخی نهادهای دولتی و حکومتی در کنار تجارت و … می‌گذرانند، این درحالی ست که در گذشته‌ای نزدیک، این مردم علاوه بر کشاورزی و دامداری، از راه غارت کاروانهای حکومتی نقش رابین هود را لرهای ممسنی داشتند و با غارت کاروان‌های حکومتی به مردم فقیر ایل و منطقه کمک می کردند، شکار و … نیز کسب معیشت می‌کردند؛ که این خود همواره باعث ضدیت ایشان با حاکمان و حکومت‌های وقت می‌شده است.

## دوره اسلامی
در کتاب شرف نامه شرف الدین بدلیسی آمده:
اتابک هزاراسپ که مهین و بهین همه بود، قائم مقام پدر شد و عدل و داد ورزید.
دراواسط سده پنجم هجری برخی از طایفه‌های لر به‌دلیل زبردستی و چالاکی از منطقه لر بزرگ برای مقابله به صلیبیون به سوریه کوچانده شدند که ممسنی یکی از آنان بود.طایفه ممسنی در اواسط سده ششم به همراه عشایر لر دیگر از شام به نواحی غربی ایران بازگشتند. به گفته شهاب الدین العمری طوایفی از لرها در سوریه و مصر زندگی می‌کردند اما صلاح الدین ایوبی از چالاکی و زبردستی آن‌ها در بالا رفتن از صخره‌های سرسخت بوحشت افتاد و دستور قتل‌عام آن‌ها را صادر کرد. سکندر امان الهی نیز ضمن تأیید نظر مینورسکی دلایل دیگری را نیز برای اشتباه بودن گفته حمدالله مستوفی ذکر کرده است. به گفته او زمان مهاجرتی که حمدالله مستوفی ذکر کرده با تاریخی که شهاب الدین العمری برای قتل‌عام لرها در سوریه و مصر آورده یکی است و طایفه‌های مهاجر از سوریه همان لرهایی هستند که صلاح الدین ایوبی آنان را وادار به برگشت به لر بزرگ کرد.

## طایفه‌ها
ایل ممسنی از ۴ طایفه بزرگ رستم ، دشمن زیاری ، جاوید و بکش تشکیل شده است.
1. بکش
2. جاوید
3. دشمن زیاری
4. رستم

## زبان
مردم این ایل به لری ممسنی صحبت می‌کنند که یکی از شاخه‌های زبان لری است که در میان لرهای ممسنی متداول است. گویش فوق در دسته لری جنوبی قرار می‌گیرد.